# Systemisch-functionele grammatica
De systemisch-functionele grammatica (Engels: Systemic functional grammar) is een grammaticaal model uit de functionalistische taalkunde. M.A.K. Halliday wordt beschouwd als de grondlegger van dit soort grammatica.

## Doelstellingen
De systemisch-functionele grammatica (SFG) is, zoals de naam uitdrukt, een tweeledig raamwerk. Enerzijds is SFG gericht op het systeem, en anderzijds op de functionaliteit van taal in het algemeen. Oorspronkelijk had Halliday het over 'Functional Grammar', maar deze term is opgeëist door een gelijkaardig model dat vooral onder de impuls van Simon C. Dik is ontwikkeld en bekendstaat als Functionele Grammatica. Teneinde dit model van de Functionele Grammatica te onderscheiden, wordt de Halliday-variant 'systemisch' genoemd, om ook duidelijk te maken dat het de klemtoon op de structuur legt.
De cruciale hoofdvragen die SFG onderzoekt, zijn volgens Eggins (1993):
- Hoe wordt taal door mensen gebruikt?
- Hoe is de taal gestructureerd met het oog op haar gebruik?

De vraag hoe taal gebruikt wordt, dient onderzocht te worden vanuit het standpunt dat mensen met taal steeds een doel hebben: taal heeft met andere woorden steeds een functie. Onze grammatica is dus FUNCTIONEEL. Wanneer we onderzoeken hoe mensen taal voor deze doelen gebruiken, worden we er automatisch toe geleid te kijken hoe die verschillende functies in de taal verwerkt zitten: zodoende dienen we op zoek te gaan naar het systeem van functies binnen de taal, waarvan mensen gebruikmaken. De grammatica is dus eveneens SYSTEMISCH.

## De drie metafuncties
Halliday (1985) stelde dat zulke vragen in feite leiden tot het toekennen aan taal van drie overkoepelende functies (metafuncties): mensen willen met taal
1. De omgeving begrijpen. Dit heet de ideationele of experiëntiële metafunctie.
2. Communiceren met anderen. Dit heet de interpersoonlijke metafunctie.
3. Algemene samenhang creëren. Dit heet de tekstuele metafunctie.

Deze derde component is onmisbaar voor de andere twee: ons begrip van de wereld en wat we erover communiceren is altijd een soort tekstuele betekenis. Hij is tevens typisch voor SFG: de nadruk ligt op betekenis als onveranderlijk ingebed in tekst.
Een cruciaal uitgangspunt is dan ook: mensen denken in teksten. Hierin verschilt SFG drastisch van 'traditionele' soorten grammatica; men kan een zin syntactisch ontleden, maar een dergelijke analyse zegt niets over de tekstuele context waarin de zin in kwestie wordt gebruikt om een bepaalde betekenis over te dragen. De zin is namelijk geen eenheid van communicatie: hooguit worden verbanden als clauses (zo men wil, deelzinnen) als maatstaf gebruikt. De gedachten van de mens zijn echter niet in afzonderlijke zinnen geordend, maar wel in veel bredere complexen. Dientengevolge spreken mensen ook überhaupt niet in zinnen: transcripties van willekeurige conversatie tonen dat gesprekken in werkelijkheid uit betekenisfragmenten bestaan, veeleer dan uit afgelijnde structuren van het model 'werkwoord + actanten'.

## Lexicogrammatica
Om te beklemtonen dat men in SFG niet bezig is met syntaxis in de traditioneel-structurele zin, wordt het woord 'syntaxis' zelf doelbewust niet gebruikt. Men heeft het over lexicogrammatica: betekenis ontspruit uit het lexicon. In wezen is dit een voortzetting van Roman Jakobsons concept van de syntagmatisch-paradigmatische selectie: betekenis is een soort semiotisch systeem waarbij de spreker de keuze heeft tussen verschillende combinaties van betekenissen; de realisatie hiervan in de concreet verschijnende zin is een grammaticaal samenhangend complex. Dit houdt in dat onderverdelingen als 'onderwerp', 'lijdend voorwerp', 'meewerkend voorwerp' etc. functioneel beschouwd niet werkbaar zijn: ongeacht de vorm van de zin, zal de betekenis (de paradigmatische combinatie) op verschillende manieren geformuleerd kunnen worden. Een tak van SFG in Wales heeft zich beziggehouden met de ontwikkeling van een syntaxis voor het model, vergelijkbaar met de transformationalistische systemen, met dien verstande dat de functionele terminologie op zinbouw wordt geprojecteerd: dit is de zogenaamde Cardiff Grammar.

## De procestypen
SFG ontleedt taal op zo veel mogelijk gebieden, dus ook voor de woordgroep bestaan onderverdelingen, waarbij echter steeds naar de functie van de componenten wordt gekeken. Zo zal een bijvoeglijk naamwoord naargelang van de functie in een frase een andere determinatie krijgen. Vergelijk bijvoorbeeld:
- Een sterke wodka
- Een Russische wodka

Op het eerste gezicht zijn deze twee adjectieven van dezelfde soort; in beide gevallen hebben we immers de structuur 'lidwoord + adjectief + zelfstandig naamwoord'. De verschillen zijn echter functioneel, omdat de informatie die ze bijdragen over de wodka van een ander type is:
- Bijzonder sterke wodka / de wodka is bijzonder sterk
- *Bijzonder Russische wodka / *de wodka is bijzonder Russisch

Om dit verschil niet te veronachtzamen, noemen we 'sterk' een epitheton ('epithet') en 'Russisch' een classificator ('classifier'). Classificatoren laten zich niet zomaar verder modificeren, hetgeen aantoont dat de semantische eigenschap die ze in zich dragen met betrekking tot het nomen dat ze begeleiden, intrinsieker is dan die van een epitheton.
Op dezelfde wijze wordt binnen zinsdelen omgesprongen met de functionele karakteristieken van de delen onder beschouwing; werkwoorden, de spil van de zin, worden onderverdeeld naargelang van hun semantische import, en niet zonder meer 'persoonsvorm' genoemd. Men neme bijvoorbeeld een traditionele zinsontleding met een werkwoord als 'roepen':
- Het publiek riep: "Boe!".

'Het publiek' is onderwerp, 'riep' is de persoonsvorm en 'boe!' het lijdend voorwerp. Wat gebeurt er indien we de zin passief maken?
- "Boe!" werd door het publiek geroepen.

Hier wordt 'boe!' het onderwerp, de persoonsvorm wordt opgesplitst in 'werd' en 'geroepen', en 'door het publiek' verwordt tot handelend voorwerp.
Functioneel beschouwd zou dat betekenen dat dit 'boe!' opeens een soort actie onderneemt: het 'geroepen worden' is de actie die uitgaat van 'boe!', met 'het publiek' als een soort bijkomend voorwerp, dat wel handelend is maar ook overbodig:
- "Boe!" werd geroepen.

Maar 'boe!' is uiteraard geen instantie die voor zichzelf kan handelen. De systemisch-functionele grammatica lost het probleem op door werkwoorden in procestypen onder te verdelen. 'Roepen' ressorteert onder de verbale processen: een verbaal proces heeft een ZEGGER ('sayer') en een BEWOORDING ('verbiage'). Hoe de zin er ook uitziet, 'het publiek' blijft de zegger, 'boe!' blijft de bewoording. Of het ene nu een onderwerp of een lijdend voorwerp is of vice versa, is met andere woorden volstrekt irrelevant.
De procestypen van SFG zijn:
1. Materiële processen. Deze hebben noodzakelijk een DOEL en een ACTOR, plus eventueel een RECIPIËNT of BENEFICIËNT.
2. Mentale processen. Deze hebben noodzakelijk een VOELER en normaliter ook een FENOMEEN.
3. Relationele processen. Deze kennen twee types. Attributieve relationele processen drukken een eigenschap uit (het karakter, de locatie, de tijdsduur van iets) en hebben noodzakelijk een DRAGER en een ATTRIBUUT. Identificerende relationele processen drukken een identiteit uit (de maatschappelijke positie, het tijdstip, de eigenaar van iets) en hebben noodzakelijk een IDENTIFICATOR en het GEÏDENTIFICEERDE. Omstandelijke processen zijn een subtype van de relationele processen (bijvoorbeeld 'het gaat over x', 'het betreft x') en hebben dezelfde participanten, evenals possessieve processen ('dit behoort toe aan x'). In zeldzame gevallen hebben attributieve processen een BENEFICIËNT (bijvoorbeeld 'mij' in 'u maakte mij tot een gelukkig man').
4. Verbale processen. Deze hebben noodzakelijk een ZEGGER en vaak een BEWOORDING, plus eventueel een ONTVANGER ('hij zei goedemorgen tot mij').
5. Gedragsmatige processen. Deze vereisen enkel een GEDRAGER (bijvoorbeeld 'Albert bibbert').
6. Existentiële processen. Deze vereisen enkel het BESTAANDE (bijvoorbeeld 'er bestaat slechts één aarde').

Een bijkomende mogelijke participant is de SCOPUS ('range'); wanneer een doel wordt uitgedrukt als bijvoorbeeld een inwendig object, dan beschouwt men dit als scopus: 'duizend doden' in 'wij stierven duizend doden' is een scopus van 'sterven'. Een ander element, dat vrijwel altijd optioneel is — wat niet betekent dat het niet frequent voorkomt; integendeel —, wordt een OMSTANDIGHEID genoemd. Dit correspondeert doorgaans met de vertrouwde bijwoordelijke bepaling.
Wanneer men het niveau van de deelzin overstijgt, worden nog relaties van HYPOTAXIS en PARATAXIS onderscheiden. Ook een equivalent van de wijs is vanuit functionalistisch oogpunt relevant: men kijkt niet strikt naar de eigenlijke wijs waarin het werkwoord zich bevindt, maar onderscheidt op semantisch niveau verschillende soorten modaliteit.

## Voorbeeld
Bovenstaand voorbeeld illustreert dat, in tegenstelling tot in de traditionele zinsontleding, de toewijzing van 'zinsdelen' op semantische criteria wordt gebaseerd. Deze participanten zijn met andere woorden ongevoelig voor structurele veranderingen in de syntaxis: de procestypen bepalen de semantische participanten steeds volgens hetzelfde patroon, en dit volstrekt onafhankelijk van de oppervlaktestructuur.

## Aanhangers
Belangrijke vertegenwoordigers van de theorie:
- Ruqaiya Hasan
- J.R. Martin
- C.M.I.M. Matthiessen

Mede-betrokkenen:
- Richard Hudson (Woordgrammatica)
- Sidney Greenbaum
- Randolph Quirk